# Марта Уелс
Марта Уелс (на английски: Martha Wells) е американска писателка на произведения в жанра научна фантастика и фентъзи.

## Биография и творчество
Марта Уелс е родена на 1 септември 1964 г. във Форт Уърт, Тексас, САЩ. Получава бакалавърска степен по антропология от Тексаския университет A&M. Докато е в колежа се включва към фендома по научната фантастика и фентъзи на университета и председател на AggieCon 17. Като начинаещ писател тя посещава множество писателски семинари и конвенции, включително семинара за писатели в Турция, воден от Брус Стърлинг.
Първият ѝ роман „Огненият елемент“ от поредицата „Смъртта на некроманта“ е издаден през 1993 г. Историята разположена в смутно средновековно време и място, е за Томас Бонифаций, който трябва да защити кралството на Ил-Риен от няколко заплахи, включително злия магьосник Урбан Грандие и политическия натрапник Дензил, докато се влюбва в Каде, дъщеря на покойният крал Фулстан и Моар, кралицата на въздуха и мрака. Романът е приет от критиката и е номиниран за няколко награди.
През 2017 г. с романа „Повреда във всички системи“ започва фантастичната ѝ поредица от бестселъри „Дневниците на един бот убиец“. На далечна планета екип от учени извършва проучвания пазен от специален хуманоиден оперативен робот-киборг, който нарича себе си „бот убиец“. След като хаква контролния си модул, заложен с правила от компанията собственик, ботът вече не е длъжен да изпълнява нарежданията на компанията за печалба. Той е сквернословен, злобен, несигурен и странно симпатичен; и нямайки ограничения демонстрира ниско мнение за човечеството, но въпреки това редовно рискува съществуването си, за да спасява човешки животи. Романът печели основните награди за фантастична литература – „Небюла“, „Хюго“ и „Локус“, както и наградата на Американската библиотечна асоциация „Алекс“. Книгите ѝ са превеждани на повече от 20 езика по света.
Марта Уелс преподава семинари по писане в ArmadilloCon, WorldCon, ApolloCon и Writespace Houston и е специален гост на семинара FenCon през 2018 г. Тя служи като церемониалмайстор на Световната фентъзи конвенция през 2017 г. През 2018 г. ръководи екипа по писане и също така е водещ сценарист за новото разширение Dominaria за играта с карти Magic: The Gathering. Член е на Асоциацията на писателите фантасти на Америка. Включена е в Тексаската литературна зала на славата,
През май 2023 г. е диагностицирана с рак на гърдата.
Марта Уелс живее със семейството си в Колидж Стейшън, Тексас.

## Произведения

### Самостоятелни романи
- City of Bones (1995)[1][2][3][4][5]
- Wheel of the Infinite (2000)
- Blade Singer (2014) – с Арън де Ориве
- Machina (2023) – с други
- Witch King (2023) – награда „Дракон“

### Поредица „Смъртта на некроманта“ (Ile-Rien)
1. The Element of Fire (1993)[1][2][3][4][5]
2. The Death of the Necromancer (1998)
Крадецът и магьосникът, изд.: ИК „Бард“, София (2000), прев. Росица Желязкова

### Поредица „Падането на Ил-Риен“ (Fall of Ile-Rien)
1. The Wizard Hunters (2003)[1][3]
2. The Ships of Air (2004)
3. The Gate of Gods (2005)

### Поредица „Книги на Раксура“ (Books of the Raksura)
1. The Cloud Roads (2011)[1][2][3]
2. The Serpent Sea (2012)
3. The Siren Depths (2012)
4. The Edge of Worlds (2016)
5. The Harbors of the Sun (2017)
6. The Falling World (2014) – разкази

### Поредица „Емили“ (Emilie)
1. Emilie and the Hollow World (2013)[1]
2. Emilie and the Sky World (2014)

### Поредица „Дневниците на един бот убиец“ (Murderbot Diaries)
поредицата получава наградата „Хюго“, наградата „Боб Моран“ за най-добър чуждестранен роман и наградата „Джулия Верлангер“
1. All Systems Red (2017) – награда „Небюла“, награда „Хюго“, награда „Локус“, награда „Алекс“[1][2][3][5]
Повреда във всички системи, изд.: „Студио Арт Лайн“, София (2023), прев. Ангел Ангелов
2. Artificial Condition (2018) – награда „Хюго“, награда „Локус“,
3. Rogue Protocol (2018)
4. Exit Strategy (2018)
5. Network Effect (2020) – награда „Небюла“, награда „Хюго“, награда „Локус“,
6. Fugitive Telemetry (2021)
7. System Collapse (2023)

### Новели и разкази
- Thorns (1995)[1]
- Bad Medicine (1997)
- Wolf Night (2023)

### Сборници
- Between Worlds (2015)[1]
- Take Us to a Better Place (2020) – с други

### Екранизации
- 2021 Machina
- ?? Murderbot – тв сериал